# Georg Friedrich Wilhelm Rümker
Georg Friedrich Wilhelm Rümker (Hamburg, 31. prosinca 1832. – 3. ožujka 1900.) je bio njemački astronom. 
Bio je sin njemačkog astronoma Carla Ludwiga Christiana Rümkera. Radio je u durhamskoj sveučilišnoj zvjezdarnici od 1853. do 1856. godine. Poslije je postao asistent u hamburškoj zvjezdarnici koja se onda nalazila u Stadtwallu, a od 1862. je na mjestu ravnatelja, dužnosti koju je obnašao do smrti 1900. godine. Naslijedio ga je Richard Schorr.
Osim ravnateljskog mjesta, od 1884. je bio hamburški izaslanik u međunarodnoj organizaciji za izmjeru planeta Zemlje.